# Politique en Arabie saoudite
 (décembre 2014).
Si vous disposez d'ouvrages ou d'articles de référence ou si vous connaissez des sites web de qualité traitant du thème abordé ici, merci de compléter l'article en donnant les références utiles à sa vérifiabilité et en les liant à la section « Notes et références ».
L’Arabie saoudite est une monarchie absolue, où le roi est à la fois chef de l'État et chef du gouvernement. La loi fondamentale adoptée en 1992 définit le pays comme une monarchie gouvernée selon la charia par les descendants du roi Abdelaziz et dont la constitution est le Coran.

## Pouvoir exécutif
| Fonction                            | Nom                   | Règne                                    |
| ----------------------------------- | --------------------- | ---------------------------------------- |
| Roi et ancien Premier ministre      | Salmane ben Abdelaziz | Depuis le 23 janvier 2015                |
| Prince héritier et Premier ministre | Mohammed ben Salmane  | Depuis le 21 juin 2017 (prince héritier) |

## Règle de succession au trône
Le roi Abdelaziz ou Ibn Saoud, issu de la dynastie saoudienne et fondateur en 1932 du royaume d'Arabie saoudite, choisit pour lui succéder l'aîné de ses fils, Saoud.
La règle de succession prévoit la transmission du pouvoir parmi les frères ou demi-frères du roi, par rang d'âge, l'héritier étant confirmé lors d'un conseil de famille.
Cependant cette loi a l'inconvénient majeur de mettre en place rapidement une gérontocratie, ce qui peut être un frein majeur aux évolutions nécessaires d'un pays moderne. Ainsi, le roi Fahd (né en 1921) est monté sur le trône en 1982 à l'âge de 61 ans, et il est mort en 2005 à l'âge de 83 ans. Le prince héritier désigné Abdallah, né en 1921, accède au trône à l'âge de 82 ans, et à sa mort le 23 janvier 2015, son demi-frère Salmane accède au trône à l'âge de 80 ans.
En 1992, le roi Fahd, conscient du problème, avait fait apporter une modification de la loi, dans le but de permettre le transfert du pouvoir au « plus apte » des petits-fils du roi Abdelaziz, c'est-à-dire à ses enfants ou à ceux de ses frères. L'avantage avancé était la désignation d'un roi plus jeune. L'inconvénient étant que ce mode de désignation allait monter les clans, issus des différentes épouses, les uns contre les autres. Considéré de par le nombre de ses princes, de par les postes clés qu'ils occupent, et de par la puissance de ses soutiens, le clan des princes issus de Hassa bint Ahmed Al Soudayri du puissant clan des Soudayri, semble le plus à même de remporter la mise, avec comme challengers, les princes issus de Fahda bint Assi Al Churaym du non moins puissant clan des Chammar, et comportant dans ses rangs, un atout majeur : le roi Abdallah, qui dirigeait déjà de facto le royaume saoudien depuis l'accident cérébral de son demi-frère le roi Fahd.
Le 20 octobre 2006, le roi Abdallah fonde le Conseil d'allégeance, comité de princes chargé après sa mort de choisir les futurs princes héritiers.
Le prince Moukrine, nommé prince héritier en janvier 2015, est à l'âge de 69 ans le plus jeune des fils encore vivants d'Ibn Saoud. En avril 2015 il est remplacé par son neveu Mohammed ben Nayef, 55 ans et premier de la génération des petits-fils à accéder à ce titre.
Mais le 21 juin 2017, le roi Salmane parvient à évincer Mohammed ben Nayef au profit d'un de ses propres fils, Mohammed ben Salmane, préfigurant ainsi une succession directe de père en fils. Alors seulement âgé de 31 ans, contre 81 ans pour son père, le nouveau prince héritier pourrait être roi beaucoup plus jeune que ses prédécesseurs et régner pendant un demi-siècle.

### Pouvoir royal
Le roi nomme les membres du conseil des ministres, chargés de le conseiller sur les lignes directrices de la politique du royaume.
Selon l’article 19 de la loi fondamentale : « Le pouvoir exécutif appartient au conseil des ministres» qui a pour tâche principale de déterminer les orientations de la « politique intérieure, extérieure, financière, économique, éducative et défensive de l’État », et suivant l’article 56 de la loi fondamentale le roi est également premier ministre. L’absence de tel poste fait clairement apparaître que le chef d’état, et lui seul, détient l’exercice effectif du pouvoir exécutif. Il cumule à ce titre les pouvoirs de chef d’État et de chef de gouvernement, disposant à sa guise de l’administration, de l’armée et de l’ensemble des organismes publics. En effet, le roi nomme, pour une durée de quatre ans sauf exceptions (loi fondamentale) les membres du cabinet, le premier ministre et les ministres chargés de le conseiller sur les lignes directrices de la politique du royaume. Il faut préciser que les postes clé du gouvernement saoudien tels que la défense, l’intérieur, le ministère des affaires étrangères ne sont pas sortis des mains de la famille royale. Il nomme les hauts fonctionnaires civils et militaires, des forces armées, de la garde nationale, de l'administration provinciale.

### Limite de ce pouvoir
Le pouvoir du roi est limité par le cadre de la charia et des traditions saoudiennes. Il doit également recueillir un consensus au sein de la famille royale et parmi les chefs religieux, les oulémas. Ces derniers influencent le choix du prince héritier de la couronne et ils interviennent quand le roi se départ des principes de l'Islam. Le roi est ainsi soumis à des contraintes pesant sur sa politique et ses décisions ponctuelles, en ce qui concerne la modernisation par exemple. Pourtant les pressions en faveur de la libéralisation à la fin des années 1980 et à partir de 1990 ont poussé le gouvernement à l'action dans ce domaine[réf. nécessaire].

## Pouvoir législatif
En mars 1992, le gouvernement du roi Fahd a annoncé une nouvelle constitution qui compte fonder une Assemblée consultative de 60 membres qui peut présenter des projets de lois et contrôler les politiques mises en œuvre, la rédaction d'une Déclaration des Droits calquée sur le Bill of Rights britannique, et la pratique d'une approche plus libérale des relations politiques. Celle-ci a été créée en 1993. Ce nombre passe à 90 en juillet 1997, à 120 en mai 2001 puis à 150 en 2005. Ses membres sont  nommés pour quatre ans par le roi. Comme son nom l’indique, son rôle est essentiellement consultatif et son pouvoir est extrêmement restreint.
Le 11 janvier 2013, pour la première fois, des femmes saoudiennes ont été nommées membres de l'Assemblée consultative. 20 % des sièges leur seront désormais réservés, selon deux décrets royaux. Les femmes nommées sont des princesses, des universitaires et des militantes, mais leur conseil est limité aux domaines « féminins », tels la famille et les enfants. Thuraya Obaïd, qui a été secrétaire générale adjointe aux Nations unies, se trouve parmi ces femmes.

## Partis politiques et élections
Les partis politiques et les syndicats ne sont pas autorisés. Pendant les années 1990, le Parti socialiste arabe d'action et le Parti communiste d'Arabie saoudite furent dissous et leurs membres libérés de prisons après leur engagement à ne pas poursuivre leurs activités politiques. Le Parti vert d'Arabie saoudite est la seule formation politique active dans le royaume, mais son existence n’est pas reconnue légalement.
Les premières élections, au niveau municipal uniquement, eurent lieu en 2005, et il est important de noter que deux femmes furent élues au Conseil de Jeddah. Une première dans le royaume. Le 25 septembre 2011, le roi Abdallah accorde le droit de vote aux femmes à la suite des mouvements populaires qui ont eu lieu dans le cadre du Printemps arabe, avec une première mise en application lors des élections municipales de décembre 2015.